# Microcharops albistylus
Microcharops albistylus är en stekelart som först beskrevs av Szepligeti 1906.  Microcharops albistylus ingår i släktet Microcharops och familjen brokparasitsteklar. Inga underarter finns listade i Catalogue of Life.